# Dresano
Dresano é uma comuna italiana da região da Lombardia, província de Milão, com cerca de 2.341 habitantes. Estende-se por uma área de 3 km², tendo uma densidade populacional de 780 hab/km².
Faz fronteira com Mediglia, Tribiano, Mulazzano (LO), Colturano, Vizzolo Predabissi, Casalmaiocco (LO).

## Demografia
| Variação demográfica do município entre 1861 e 2011                               |
|                                                                                   |
| Fonte: Istituto Nazionale di Statistica (ISTAT) - Elaboração gráfica da Wikipedia |